# Nordwolle

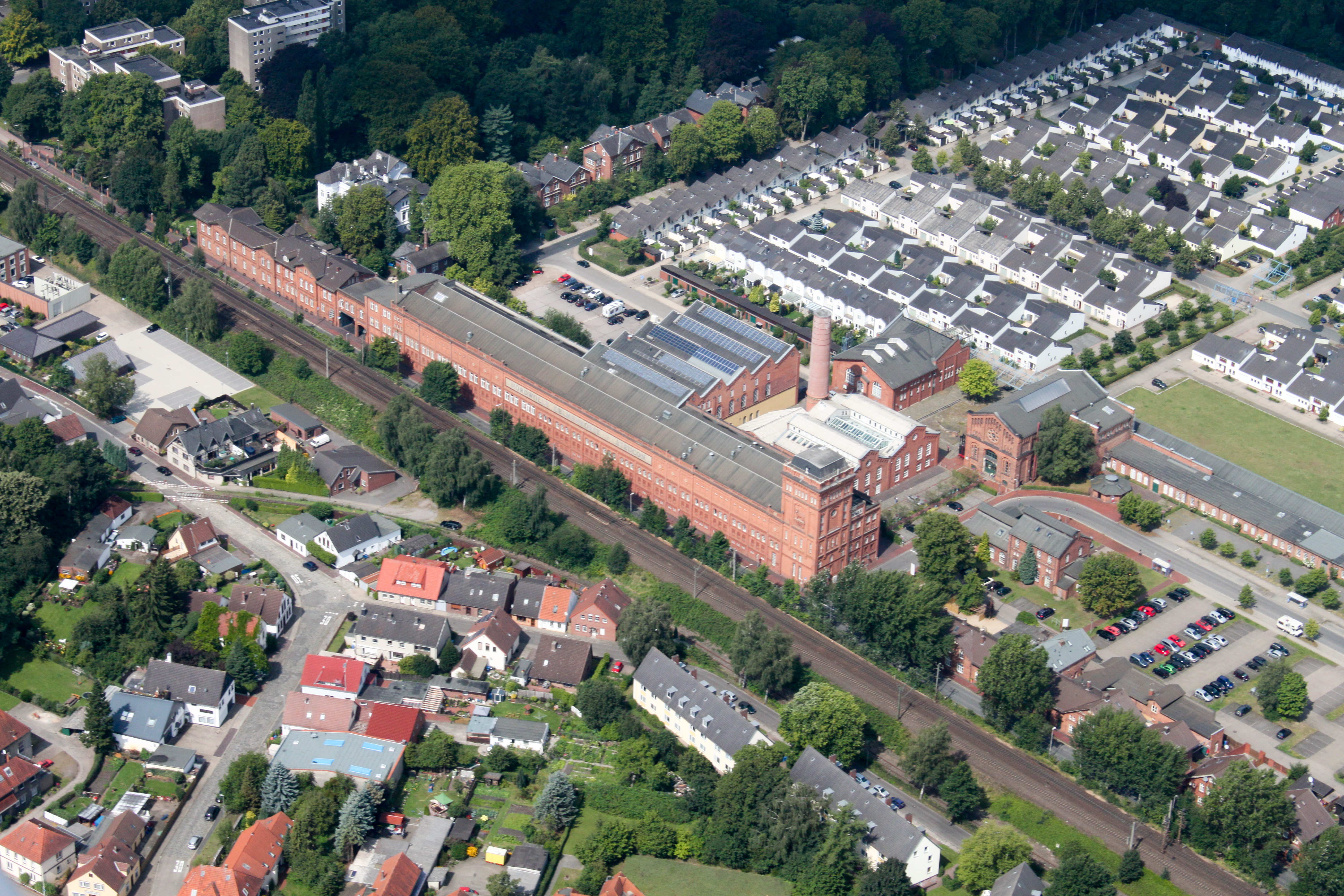
Gesamtanlage 2012, 30 Jahre nach dem Ende der Produktion

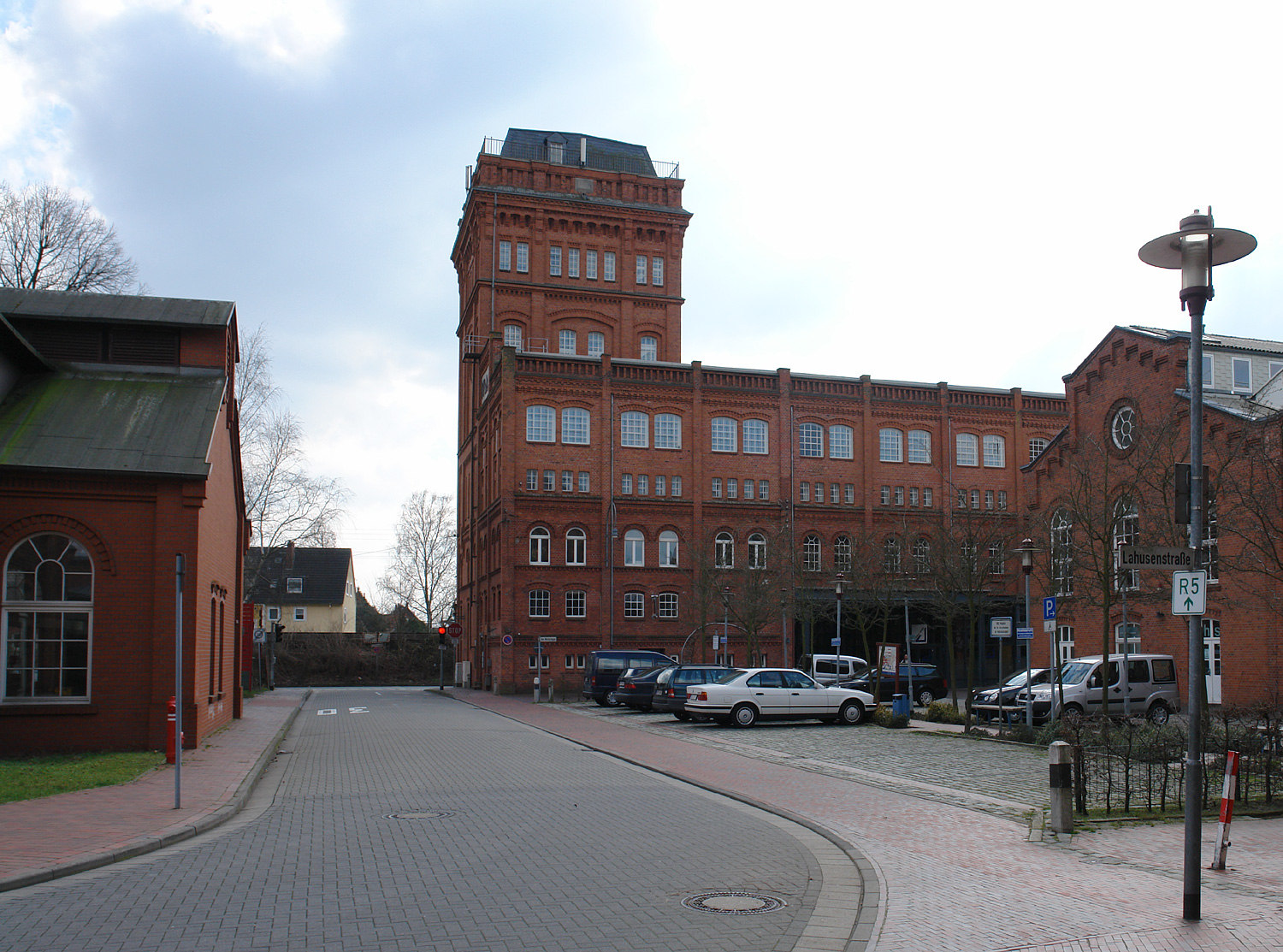
Ehemaliges Fabrikgebäude

Die Norddeutsche Wollkämmerei & Kammgarnspinnerei (kurz Nordwolle) in Delmenhorst war ein bedeutendes Unternehmen für die Verarbeitung von Wolle und Kammgarn, das zwischen 1884 und 1981 bestand. Die erhaltenen Bauten auf dem Werksgelände sind eines der großen Industriedenkmale Europas und ein bedeutendes Zeugnis historistischer Fabrikarchitektur. Auf dem Gelände der stillgelegten Fabrik entstand ein Stadtteil mit moderner Wohnbebauung in Verbindung mit den unter Denkmalschutz stehenden Gebäuden. Hier befindet sich auch das Nordwestdeutsche Museum für IndustrieKultur.
1929 und 1930 wurden im Sirius-Filmverfahren Werbeclips gedreht, in denen auch Brigitte Borchert mitwirkte. Diese gehören zu den ersten Farbwerbeclips der Welt.

## Unternehmensgeschichte

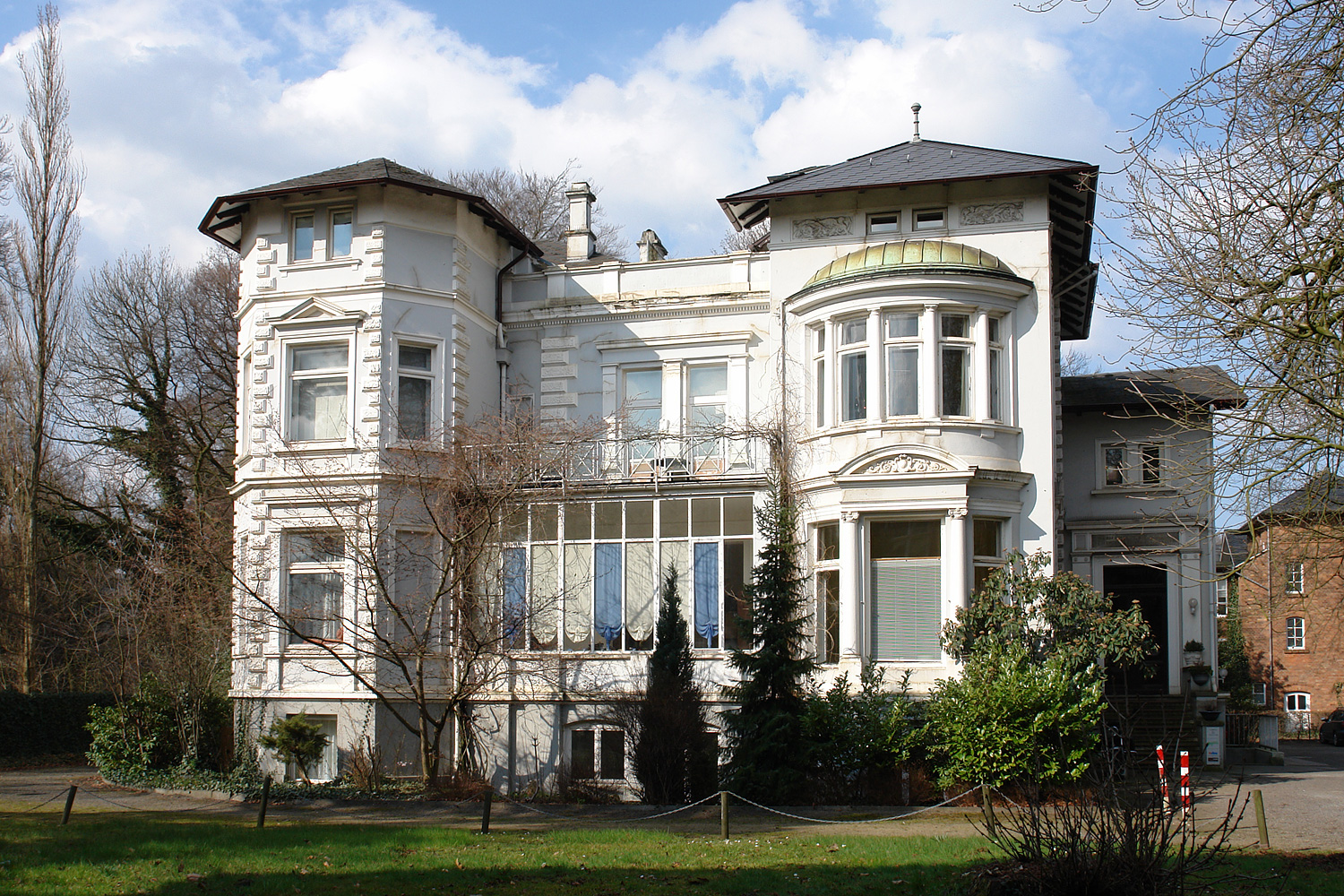
Villa Lahusen

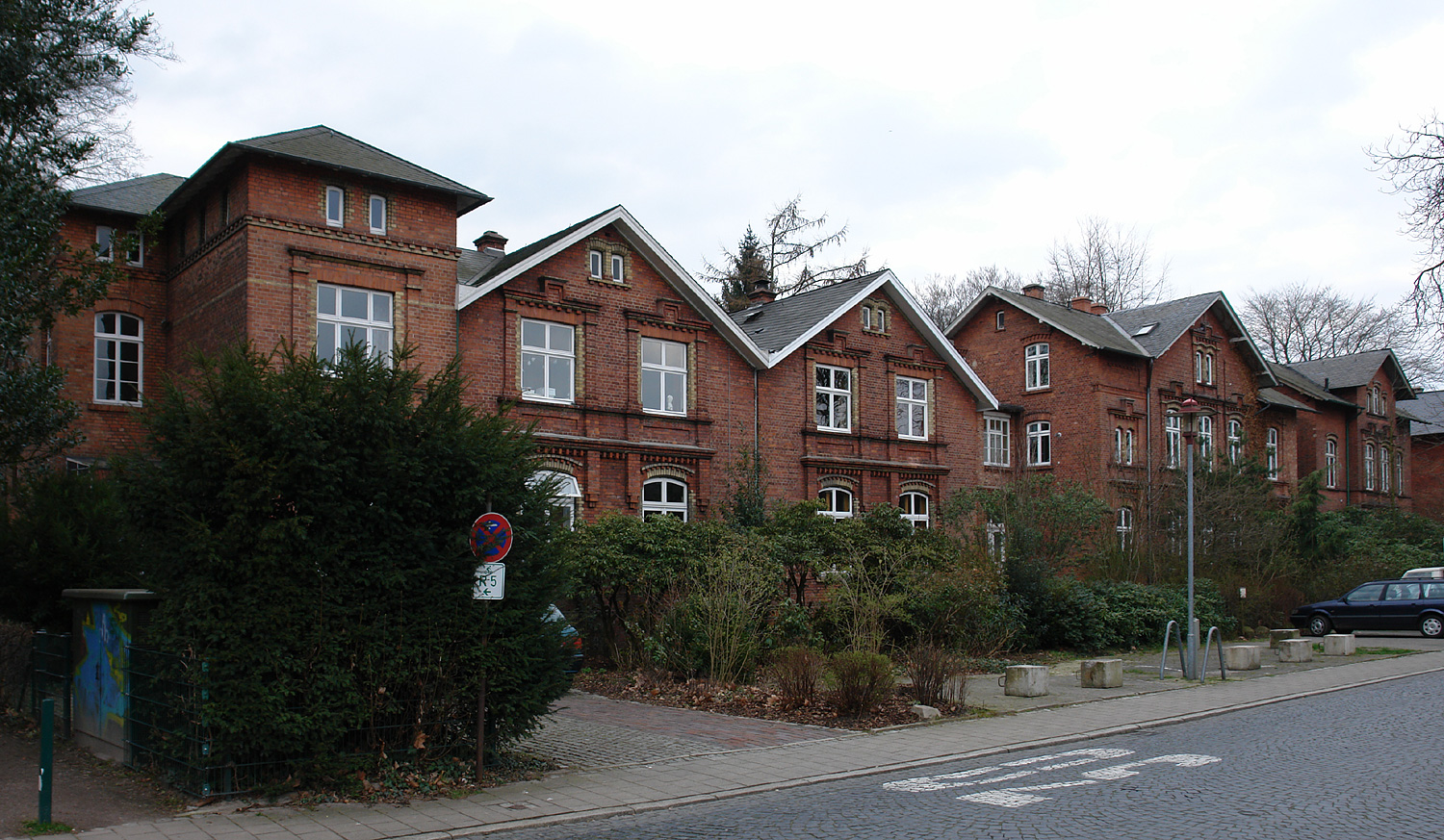
Ehemalige „Beamtenhäuser“: Wohnhäuser Fabrikhof 3/4

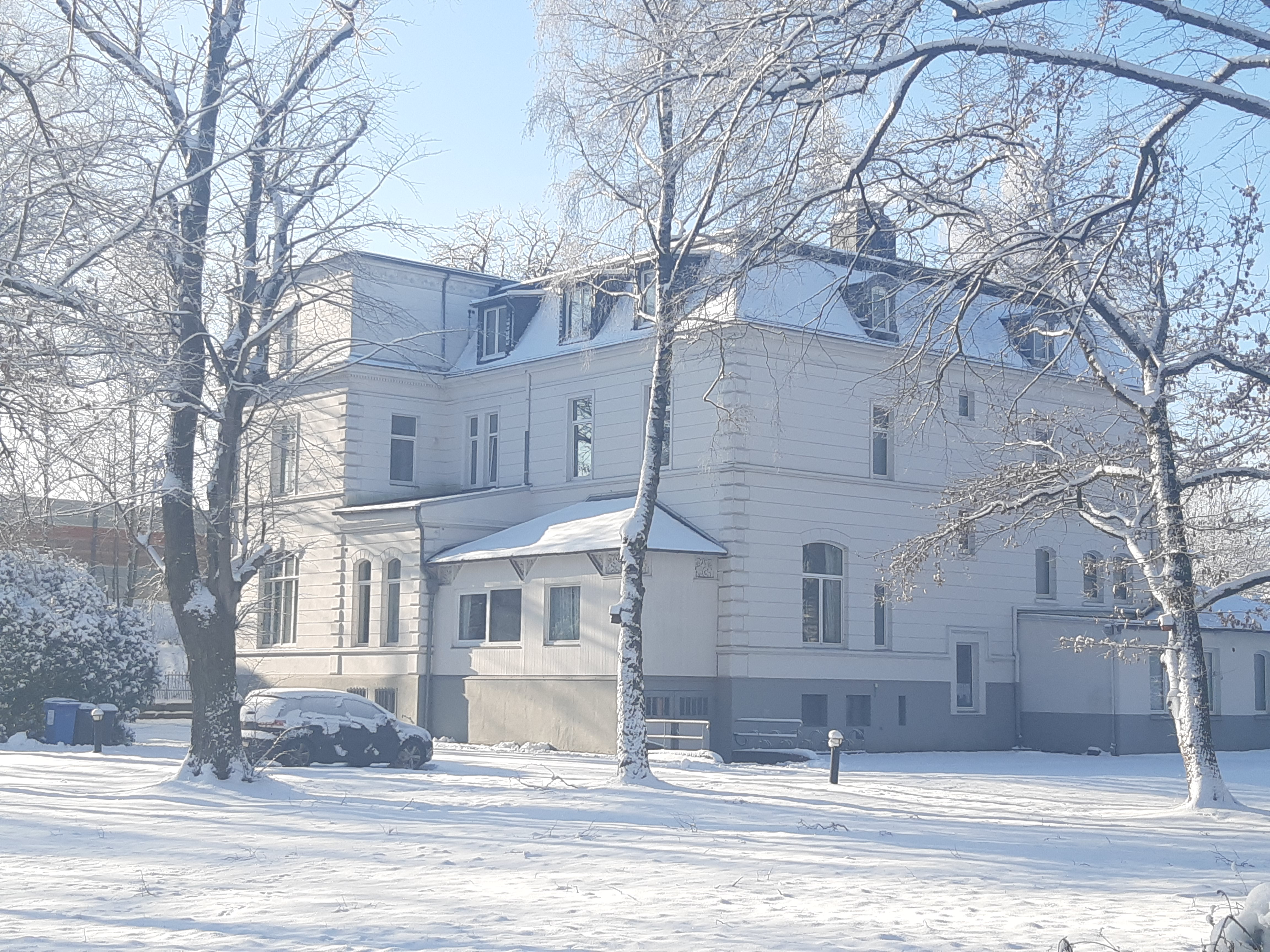
„Junggesellen“-Villa

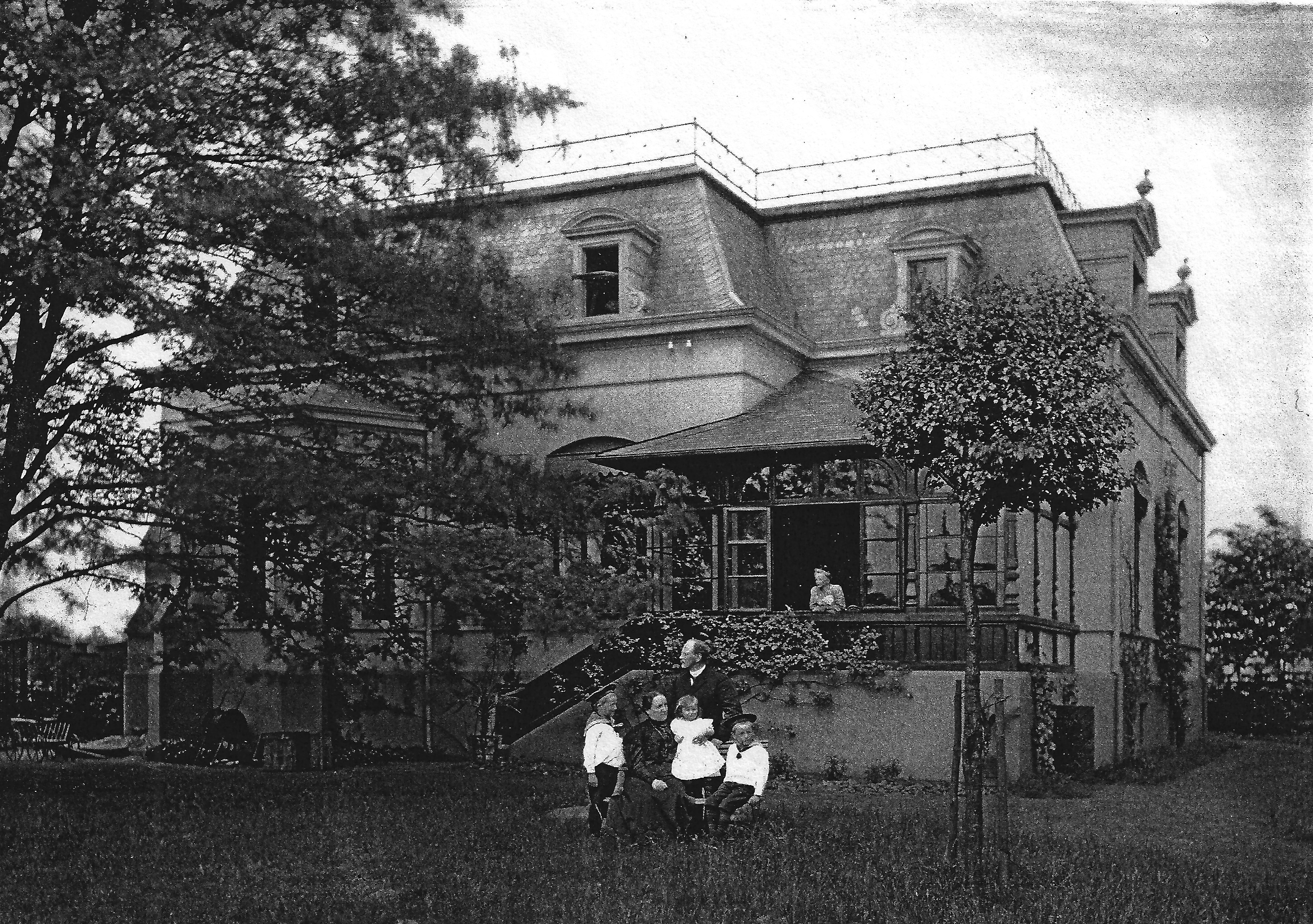
Pastorenhaus um 1910

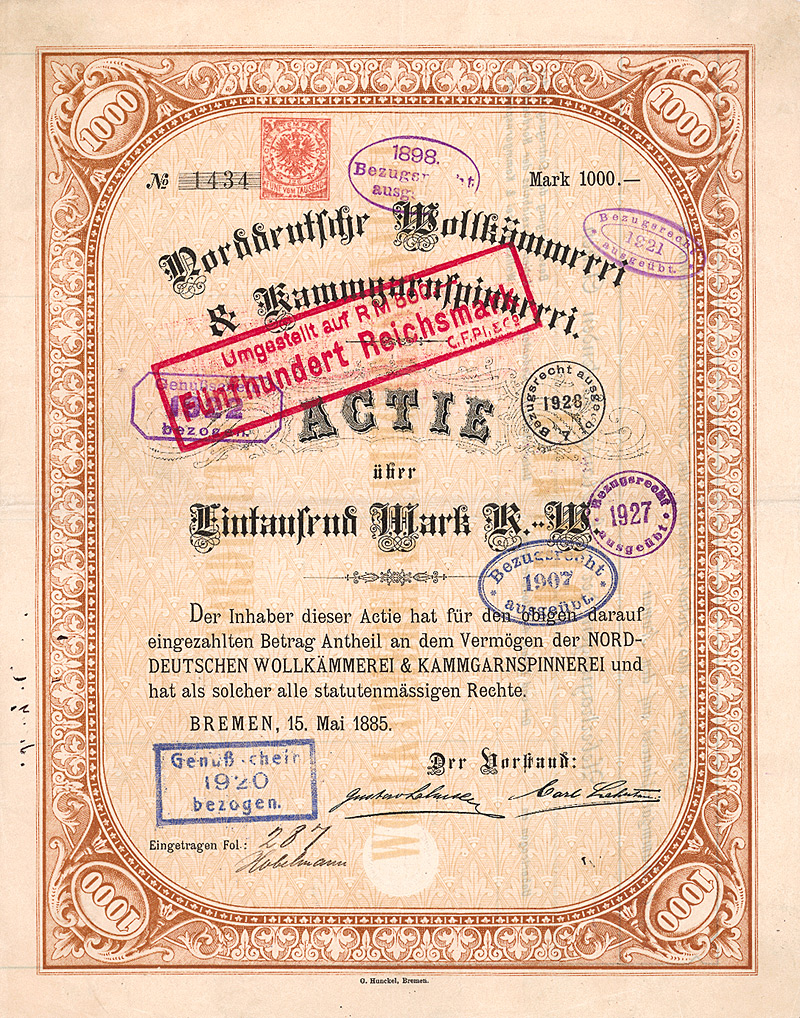
Aktie über 1000 Mark der Norddeutschen Wollkämmerei & Kammgarnspinnerei vom 15. Mai 1885

Der Fabrikant Christian Lahusen gründete am 5. März 1884 in Delmenhorst die Norddeutsche Wollkämmerei & Kammgarnspinnerei (NW&K, bald auch Nordwolle genannt). Der Standort erwies sich für die Verarbeitung von Wolle als ausgesprochen geeignet, denn das Gelände lag zwischen der Bahnstrecke Bremen–Oldenburg und dem Fluss Delme. Es gab damit gute Transportmöglichkeiten und genug Wasser zum Waschen der Wolle. Delmenhorst war darüber hinaus zollfrei, im Gegensatz zu Bremen, wo hohe Zölle auf Fertigwaren erhoben wurden. In Bremen kam die weltweit aufgekaufte Wolle per Schiff an. Bremen war auch ein bedeutender Handelsumschlagplatz und ein Verkehrsknotenpunkt.
Lahusen, der lange in Argentinien gelebt hatte und seit 1873 Inhaber eines wollverarbeitenden Unternehmens im böhmischen Neudek war, brachte die Wolle großer argentinischer Schafzuchten nach Delmenhorst und verarbeitete den Rohstoff hier zu feinem Garn. Erfahrungen im Wollhandel hatte auch Johann Heinrich Volkmann, der bis 1893 Mitglied des Vorstandes und anschließend von 1893 bis zu seinem 70. Geburtstag 1912 Vorsitzender des Aufsichtsrats der Nordwolle war. Lahusen und Volkmann zeichnete ein intensives kirchliches und soziales Engagement aus, was auch in den später geschaffenen unternehmenseigenen Wohlfahrtseinrichtungen zum Ausdruck kam.
Das Aktienkapital betrug zunächst 1,5 Millionen Mark und wurde 1885 durch die Einbringung des Neudeker Werkes auf 5 Millionen Mark aufgestockt.
1888 übernahm der Sohn des Unternehmensgründers, Carl Lahusen, die Fabrik. Unter seiner Leitung stieg die Delmenhorster Fabrik innerhalb weniger Jahre zum Großbetrieb auf. Ab 1897 wurden mehrere Spinnereien, Färbereien und Seifenfabriken angegliedert und der Betrieb in Delmenhorst ständig erweitert. Die Zahl der Mitarbeiter wuchs rapide an, 1887 waren es 900, um 1911 bereits 3000 Arbeiter, Beamte, Verwaltungsangestellte und Lehrlinge im Delmenhorster Werk. Innerhalb von zwei Generationen entwickelte sich das Familienunternehmen zu einem Konzern, der in den 1920er Jahren ein Viertel der Weltproduktion an Woll-Rohgarn herstellte und allein in Delmenhorst bis zu 4.500 Mitarbeiter beschäftigte. Als Anerkennung seiner Leistungen verlieh Großherzog Friedrich August II. von Oldenburg Carl Lahusen 1912 den Ehrentitel Geheimer Kommerzienrat.

### Arbeitskräfte aus dem Ausland
Der expansive Ausbau der Nordwolle und die schlechte Bezahlung führten dazu, dass die Nordwolle nicht genug deutsche Arbeiter fand, obwohl häufig mehrere Mitglieder einer Familie in dem Unternehmen beschäftigt waren. Sie warb deshalb Arbeitskräfte aus mitteleuropäischen Ländern an. „Wollmäuse“ nannten die Delmenhorster die jungen Mädchen und Frauen aus Schlesien, Galizien und Böhmen, die für einen Tageslohn von 1,50 Mark die Doublier- und Zwirnmaschinen bedienten. Ihre männlichen Kollegen in der Spinnerei verdienten etwas mehr. Aufgrund der schlechten Arbeitsbedingungen kam es zu Streiks. Nach Gerhard Kaldewei waren die Wohnverhältnisse in der Stadt untragbar, da eine hohe Anzahl von ausländischen Arbeitern in der Stadt Kost und Wohnung nahmen, ohne Ansprüche stellen zu können.
Durch die massenhafte Zuwanderung wuchs die Einwohnerzahl in Delmenhorst zwischen 1885 und 1905 auf das Dreifache an. Extreme Wohnungsnot und soziales Elend waren die Folge und als sprichwörtliche „Delmenhorster Verhältnisse“ berüchtigt. Nach dem Zweiten Weltkrieg kamen viele weibliche Arbeitskräfte aus Spanien, Griechenland und der Türkei. 1963 wurde Ruth Müller zur Betriebsrätin gewählt.

### Konkurs
Als Carl Lahusen 1921 starb, übernahm sein Sohn Georg Carl Lahusen die Leitung des Unternehmens, dessen Sitz jetzt in Bremen war. Seine Brüder traten wenige Jahre später in den Vorstand ein: 1923 Heinz und 1929 Friedel. Der Konzern war eine Aktiengesellschaft, wurde aber von den Brüdern Lahusen beherrscht, unter deren Leitung es zu einer unsoliden Expansion des Unternehmens mit einem enormen Kapitalbedarf kam. Missmanagement und die Weltwirtschaftskrise mit sinkendem Absatz trieben das Unternehmen dann im Juli 1931 in den Konkurs. Dazu trugen auch zwei Repräsentationsbauten bei, die G. Carl Lahusen Ende der 1920er Jahre errichten ließ: Die Konzernzentrale in Bremen (das spätere Haus des Reichs und heutige Finanzamt) und das schlossartige pompöse Herrenhaus Hohehorst mit über 100 Zimmern in der Bremer Schweiz, das der Familie von 1929 bis 1931 als Sommersitz diente.
Als Ursache für die Unternehmenskrise wurden die „Unregelmäßigkeiten bei leitenden Persönlichkeiten“ und falsche Bilanzen angesehen. Die Brüder Lahusen hatten – zunächst zur Verschleierung der Gewinne aus der Nordwolle – das niederländische Unternehmen Ultra Mare gegründet. In der Krise wurden scheinbare Forderungen von der Nordwolle gegenüber der Ultra Mare dazu benutzt, um die Verluste der Nordwolle geringer erscheinen zu lassen. Die Reichsregierung unter Reichskanzler Brüning hatte zwar nach Möglichkeiten gesucht, die Insolvenz abzuwenden und die fast 20.000 Arbeitsplätze zu retten, sah sich aber – auch in Hinsicht auf mögliche Vergleichsfälle – nicht in der Lage, die bereits zu hoch entstandenen Verluste auszugleichen. Diese wurden auf 180 bis 240 Millionen Reichsmark geschätzt, und so löste der Zusammenbruch der Nordwolle weit über Bremen hinaus die sogenannte Deutsche Bankenkrise aus, in der verschiedene Banken und auch der Bremer Staat erheblichen finanziellen Schaden erlitten. Zurücktreten musste der mit Lahusens verschwägerte Bremer Senator Bömers, der kurz darauf starb. G. Carl Lahusen und sein Bruder Heinz wurden verhaftet und 1933 zu Gefängnis- und Geldstrafen verurteilt.
Für die Hausbank der Nordwolle, die Darmstädter und Nationalbank (Danatbank), hatte der Bankrott die unmittelbare Folge, dass sie selbst zahlungsunfähig wurde. Die Banken in Deutschland wurden für einige Tage geschlossen. Die Danatbank verlor 48 Millionen Reichsmark und wurde unter Reichstreuhandschaft gestellt und im Folgejahr von der Dresdner Bank übernommen. Auch die Schröder-Bank wurde deshalb zahlungsunfähig und musste schließen.

### Nachfolgegesellschaft und Fusion
Am 14. Juni 1932 beschloss eine Gläubigerversammlung die Gründung von zwei Nachfolgegesellschaften. Eine davon war die Norddeutsche Woll- und Kammgarnindustrie AG (NW&K) mit den Betrieben in Delmenhorst, Mühlhausen (Thüringen), Eisenach und Fulda.
1939 erklärten die Nationalsozialisten die Nordwolle zum Wehrmachtsbetrieb. Das Unternehmen produzierte von nun an für die Rüstungsindustrie und setzte während des Krieges Fremdarbeiter aus den von Deutschland besetzten Gebieten zur Zwangsarbeit ein.
Nach Kriegsende konnte die Gesellschaft, deren Betriebe in der DDR verloren gegangen waren, wieder beschränkt produzieren und nannte sich seit 1950 Norddeutsche Wollkämmerei und Kammgarnspinnerei AG. Anfang der 1960er Jahre führte der anhaltende konjunkturelle Aufschwung zu einem Arbeitskräftemangel in Deutschland. Zu geringen Löhnen und schlechten Bedingungen wurden daraufhin Arbeiterinnen aus Spanien eingestellt.
1970 erfolgte eine Fusion mit der Düsseldorfer Kammgarnspinnerei zur Vereinigten Kammgarnspinnerei AG (VKS) mit Sitz in Bremen. Aufgrund einer Strukturkrise in der Textilbranche – die Produktion wurde immer stärker in Billiglohnländer verlagert – wurden Arbeitsplätze in Delmenhorst abgebaut und schließlich die Produktion 1981 endgültig eingestellt. Aus der Konkursmasse bildete das Unternehmen Rehers (Nordhorn) einen kleinen Betrieb, der jedoch schon 1982 schließen musste.

### Seifenfabrik Delespa
Die Nordwolle hatte vorgesehen, beim Waschen der Rohwolle anfallende Abfallprodukte weiterzuverarbeiten. 1905 übernahm die NW&K die Bremer Feinseifen- und Parfümfabrik Hoepner & Sohn und baute ab 1907 die chemische Abteilung als Tochtergesellschaft des Konzerns weiter aus. Von 1925 bis 1966 bestand das Unternehmen als Delmenhorster Seifen- und Parfüm-Werke, kurz Delespa.

## Baugeschichte

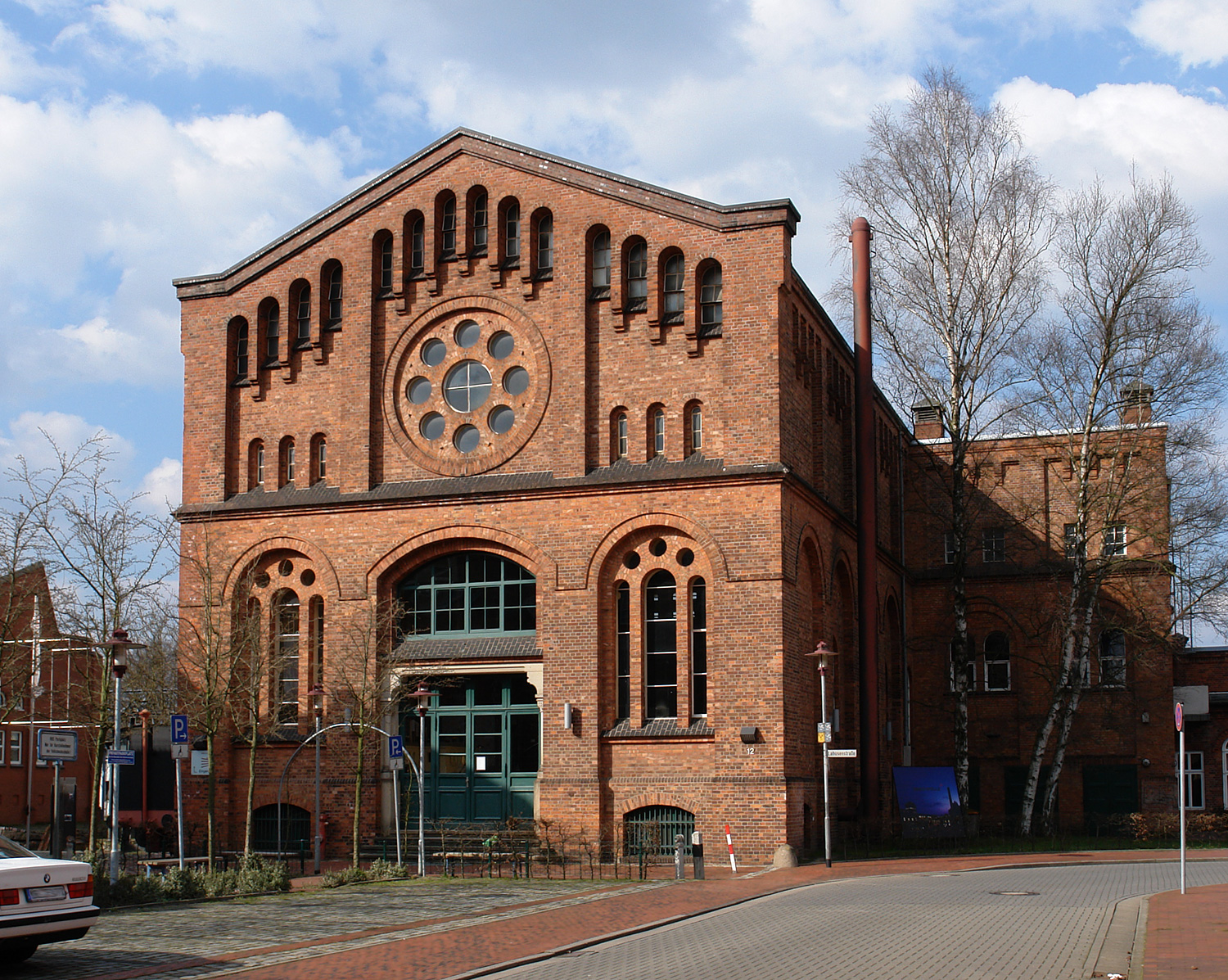
Neues Maschinenhaus bzw. Turbinenhaus, die Kathedrale der Arbeit (1902)

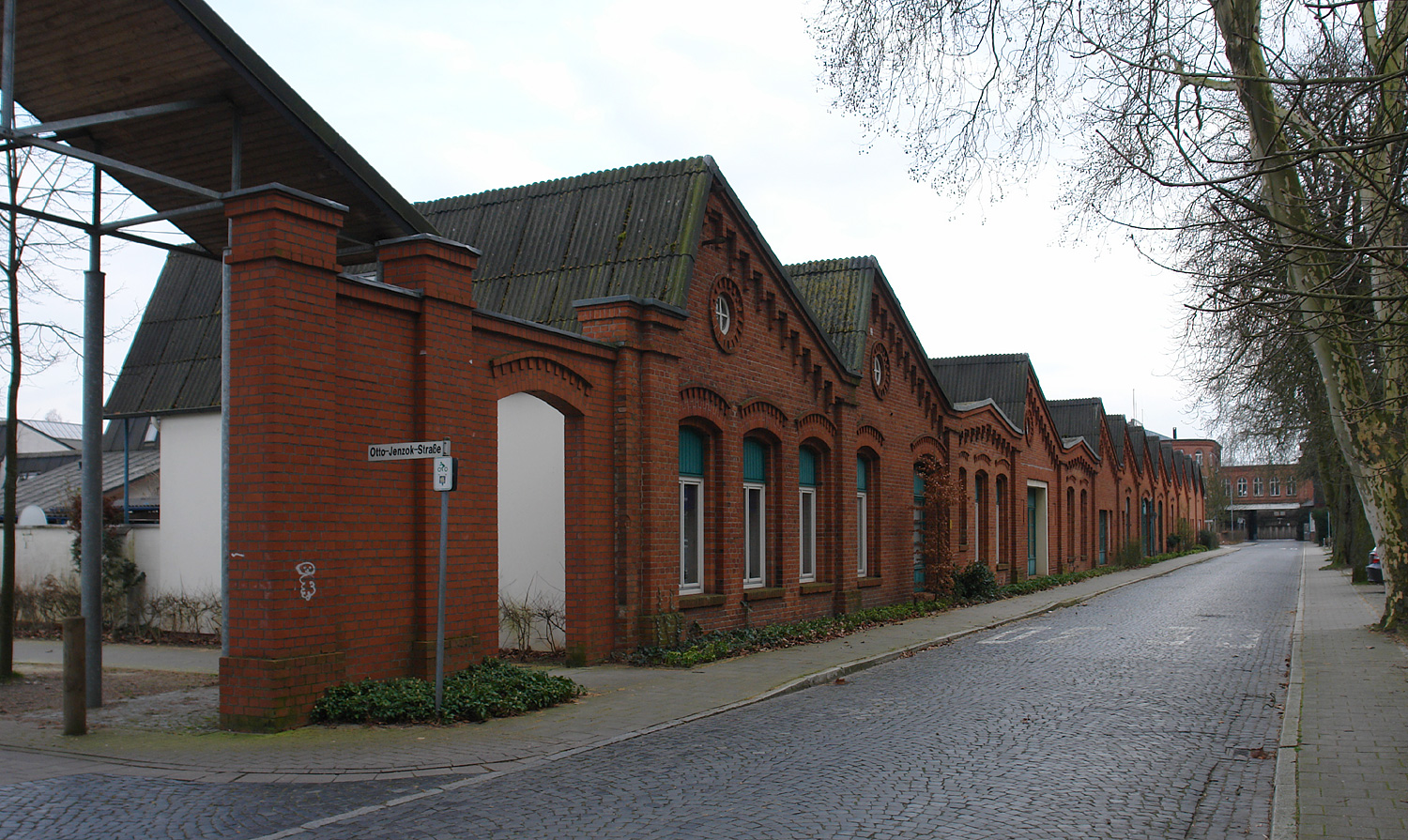
Teil der ehemaligen Sheddachhalle

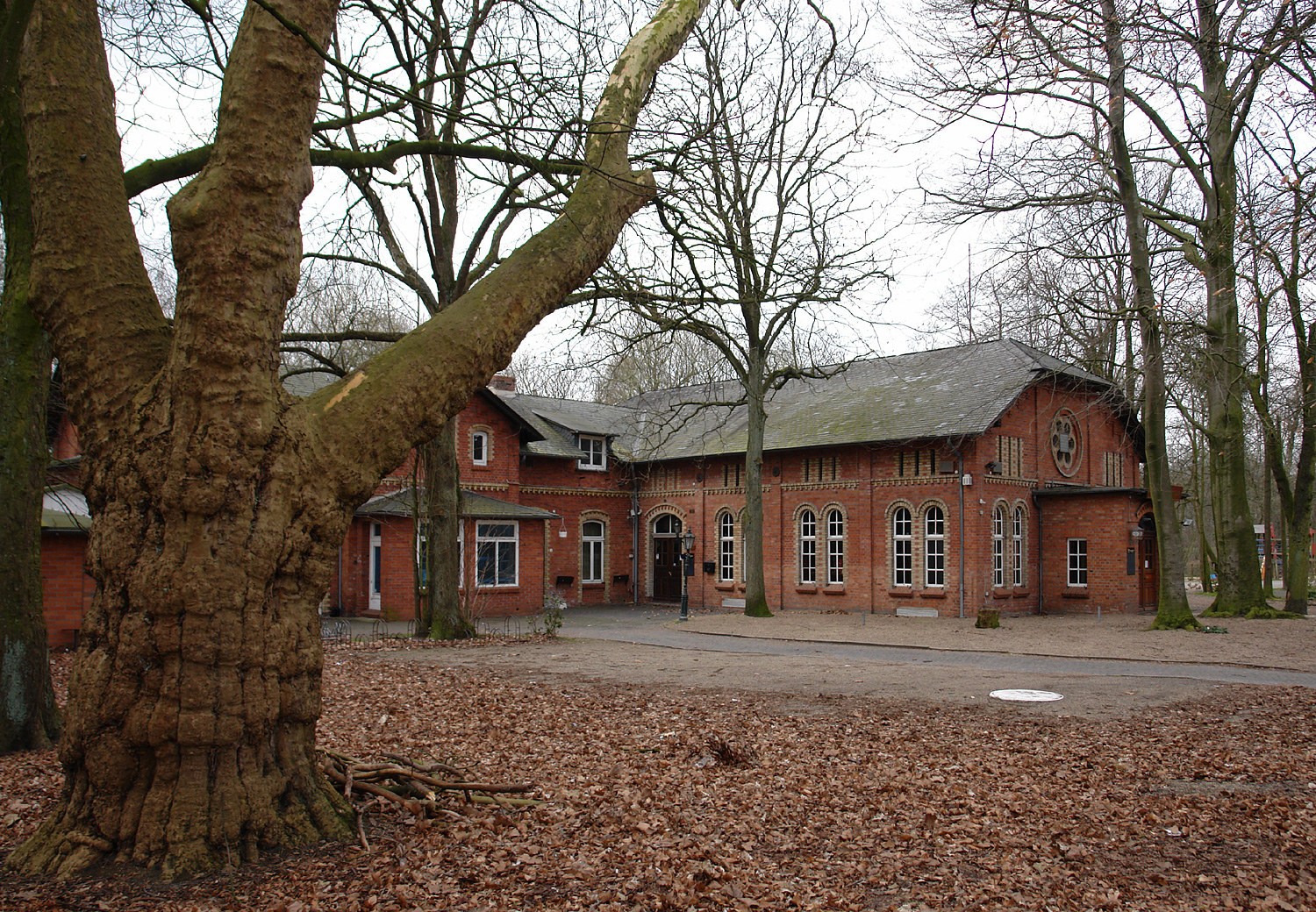
Ehemalige Speiseanstalt (1905), heute ein Lokal

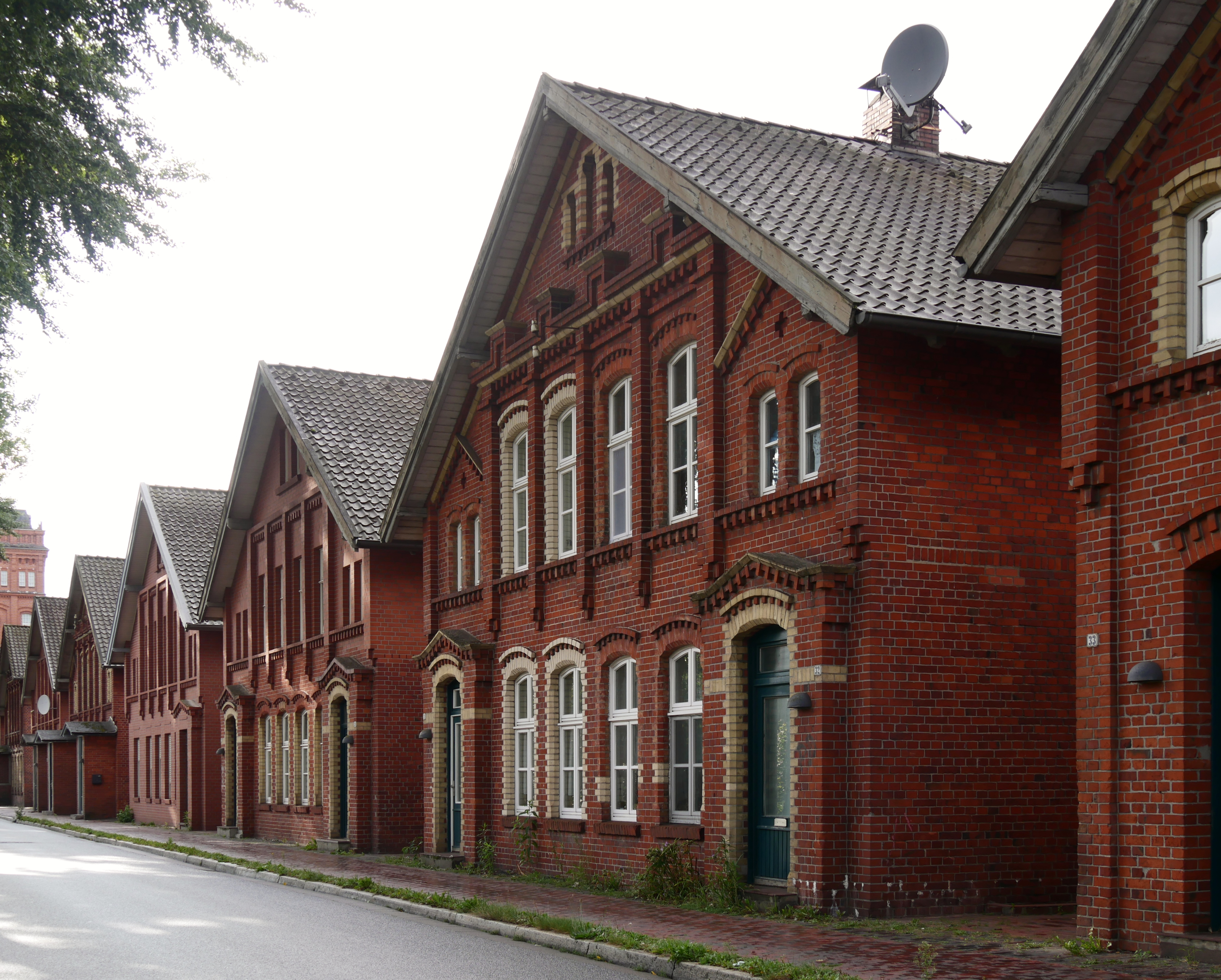
Ehem. Beamtenwohnhäuser Nordwollestraße ab 32 bis um 27

Werksarchitekten und Unternehmensleitung schufen für das expandierende Unternehmen einen sachlichen und repräsentativen Baustil, bei dem Lage, Größe und Konstruktion der einzelnen Gebäude durch ihre Funktion und Bedeutung festgelegt waren. Die räumlichen Grenzen des Geländes wurden durch die Bahnlinie im Süden und das Flüsschen Delme im Westen und Norden bestimmt. Der Verkehrsanschluss und die Wasserversorgung bestimmten so die Ausrichtung der Anlage von Süden nach Norden. Jahrzehntelang war die riesige Industrieanlage mit rund 25 Hektar Gesamtfläche eine der größten ihrer Art in Europa.
Christian Lahusen ließ ab 1886 zwischen einem Park unmittelbar neben der Fabrik ein Wohnhaus errichten, das 1888 der Sohn Carl Lahusen und seine Frau Armine bezogen. In den nächsten Jahren bekam das Paar acht Kinder, so dass bis 1910 das Gebäude zu der großen und verschachtelten Lahusen-Villa ausgebaut wurde. Der heutige Wollepark nach Plänen des Landschaftsarchitekten Wilhelm Benque war damals für Arbeiter und Öffentlichkeit nicht zugänglich.
Nachdem die Nordwolle bereits in den 1880er Jahren begann auf die Wohnungsnot zu reagieren, wurde ab 1888 die erste Arbeitersiedlung Enklave erbaut. Ein Pastorenhaus der Nordwolle wurde im östlichen Bereich für die christliche Werksgemeinschaft gebaut.
Ab 1893 entstand die „Stadt in der Stadt“, es wurden die Sheddach-Produktionshallen und die Kraftzentrale, sowie die ersten sogenannten Beamtenhäuser für Betriebsleiter und Ingenieure und weitere Arbeiterunterkünfte errichtet.
Nach hohen Gewinnen, die der Konzern 1895 erzielte, begann der Aufbau eines großzügigen Systems von sogenannten Wohlfahrtseinrichtungen, zu denen u. a. eine Badeanstalt, ein Krankenhaus und ein Konsumverein mit Bäckerei gehörten.
Der Bau von Mädchenheimen begann 1884 mit einem Logierhaus für 40 Mädchen, 1898 folgte ein Mädchenwohnheim für 150 osteuropäische ledige junge Arbeiterinnen. Für jüngere ledige Beamte und kaufmännische Lehrlinge wurde 1900 ein Haus mit 20 Einzelzimmern, großem Garten und Tennisplatz gebaut. Es war ein Junggesellenheim, „Herrenpensionat“ genannt.
1902 wurde das Neue Maschinenhaus vom zweiten Werksarchitekten Henrich Deetjen erbaut. In dem auch als Kathedrale der Arbeit bezeichneten Bauwerk war bis 1929 die 2500 PS starke Dampfmaschine untergebracht. Sie trieb über Schwungrad, Seilgang und Transmissionen die Maschinen im Produktionsbereich an.
In den 1920er Jahren entstanden im Osten und Norden des Areals größere Arbeitersiedlungen.
Um dem gestiegenen Produktionsumfang gerecht zu werden, wurde 1951/1952 neben dem Turbinenhaus ein neues Kesselhaus errichtet.
Der gesamte Komplex, diese weitgehend autarke „Stadt in der Stadt“, schuf soziale Sicherheit, aber auch Abhängigkeit vom Fabrikanten, der nun alle Lebensbereiche seiner Belegschaft kontrollieren konnte. Nicht genau erforscht ist bis heute, ob die sozialen Einrichtungen als Reaktion auf Missstände oder als Erfüllung einer „großen sozialen Aufgabe“ anzusehen sind.
Sehenswert sind auch die aus dem 19. Jahrhundert erhaltenen Industriegebäude auf dem gesamten Areal der Nordwolle, wie etwa die Arbeiterhäuser oder die Villa des Unternehmers. (Siehe auch: Wohnhäuser der Nordwolle)

## Museum für Industriekultur

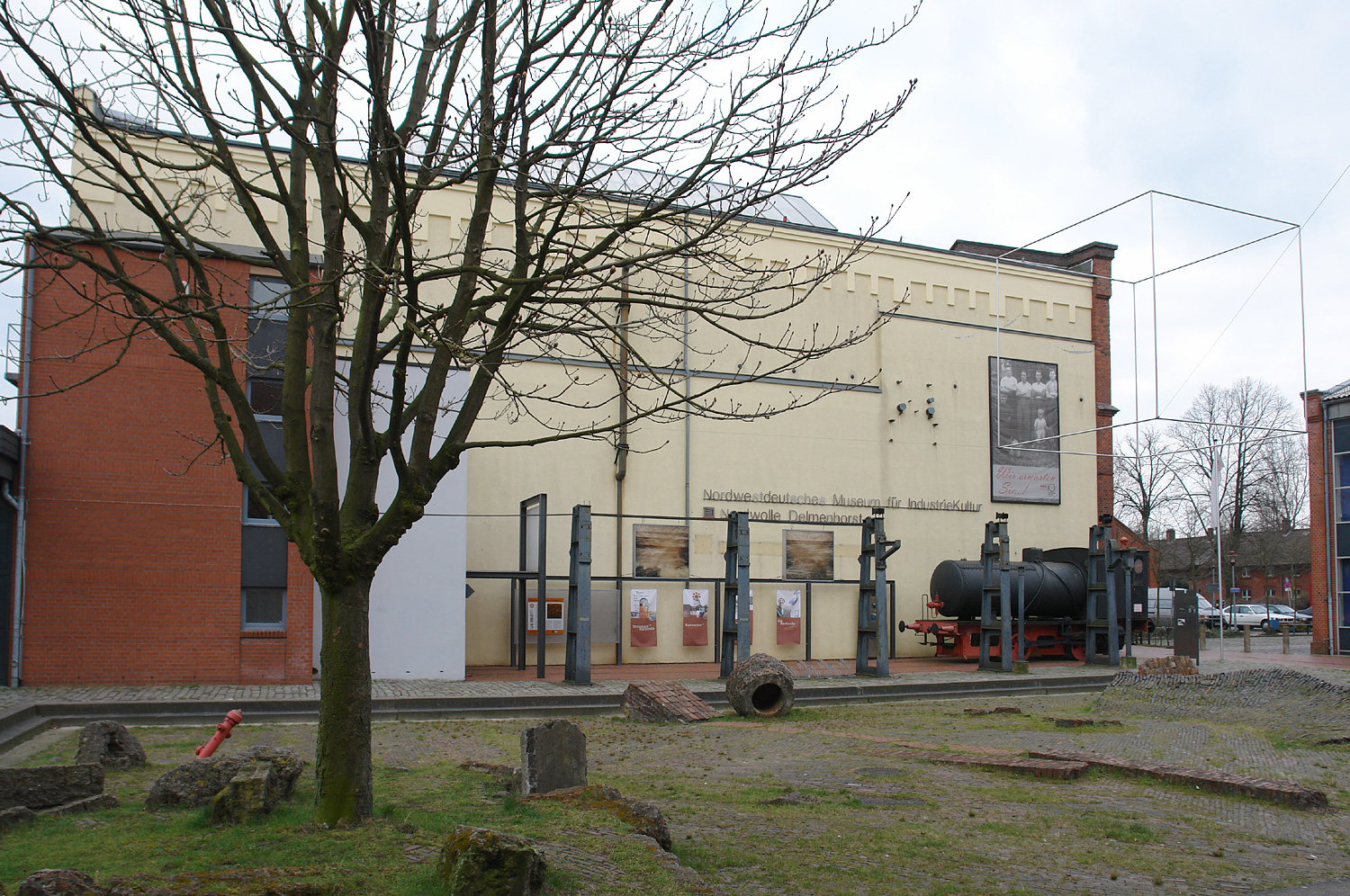
Museum für Industriekultur

Auf dem Gelände der ehemaligen Fabrik, unter anderem in der früheren Lichtstation von 1884 und dem Turbinenhaus von 1902, befindet sich das 1996 eröffnete Nordwestdeutsche Museum für IndustrieKultur.